# Every Day Is Christmas
Every Day Is Christmas (conocida en España como Navidades todos los días) es una película de fantasía, romance y drama de 2018, dirigida por David Weaver, escrita por Karen Schaler y basada en la novela A Christmas Carol de Charles Dickens, los  protagonistas son Toni Braxton, Gloria Reuben y Michael Jai White, entre otros. El filme fue realizado por Lighthouse Pictures, se estrenó el 24 de noviembre de 2018.

## Sinopsis
La hábil administradora de plata, Alexis Taylor, recibe en Navidad la visita más importante de su vida. Ella se reconoce a sí misma como adicta al trabajo que "engaña" al amor, acaba abrazando la esencia de la Navidad cuando su pasado, presente y futuro se topan, forzándola a exponer lo único que la plata no puede conseguir: su corazón.